# Instituto Oceanográfico Schmidt
El Instituto Oceanográfico Schmidt (Schmidt Ocean Institute, SOI, por su nombre en inglés) es una Organización sin fines de lucro fundada en marzo de 2009 por Eric y Wendy Schmidt. El objetivo del instituto es promover la investigación y el descubrimiento oceanográficos a través del avance tecnológico, la investigación colaborativa, la divulgación, la educación, y el intercambio abierto de información.
El SOI apoya la investigación oceanográfica proporcionando a los colaboradores tiempo de barco gratuito a bordo de su buque de investigación RV Falkor (too), así como apoyo técnico experto a bordo. Los investigadores e instituciones colaboradores que utilizan el Falkor (too) se comprometen a compartir y comunicar abiertamente los resultados de su investigación, incluyendo observaciones y datos sin procesar. Las propuestas de investigación se revisan a través de un proceso revisado por pares y se evalúan en función de su potencial para la innovación tecnológica, la investigación oceanográfica y el impacto general. Desde su creación en 2009, SOI ha apoyado más de 60 expediciones en todo el mundo.

## Buques de investigación
El Instituto Oceanográfico Schmidt ha operado tres buques de investigación: el R/V Lone Ranger, el R/V Falkor y el R/V Falkor (too). El Lone Ranger, un antiguo remolcador oceánico de 255 pies, fue donado al Instituto por Peter B. Lewis en 2009 y fue operado por el Instituto para apoyar la investigación en Bermudas y Bahamas.

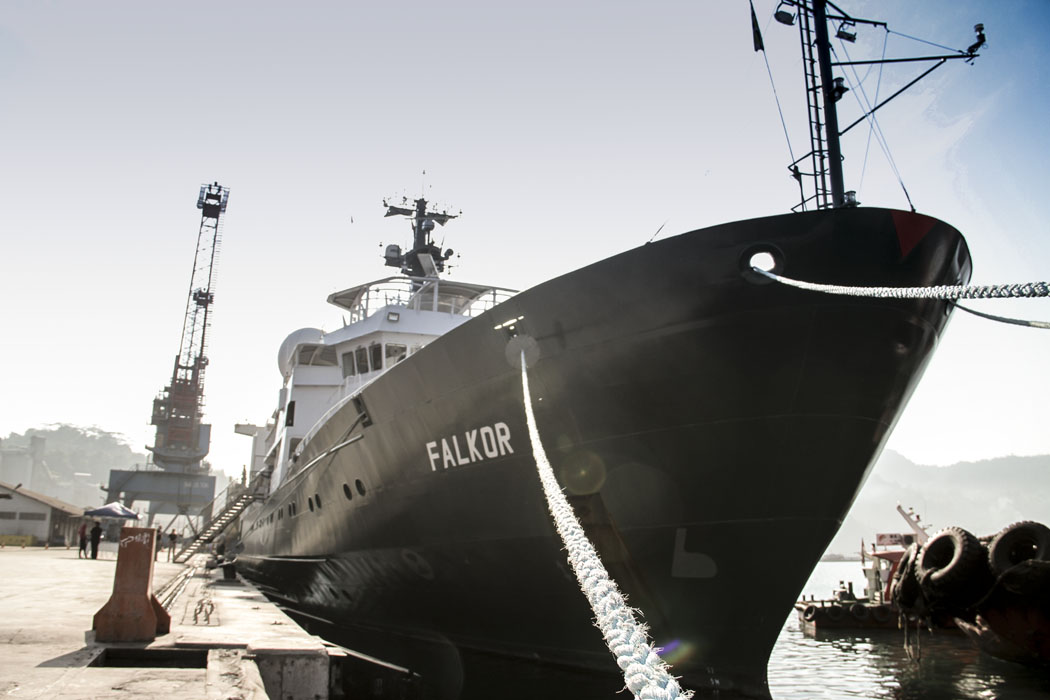
El buque de investigación Falkor del Instituto Oceánico Schmidt.

En 2012, el Instituto Oceanográfico Schmidt completó la modernización de un antiguo buque de protección pesquera alemán para convertirlo en un buque de investigación oceanográfica de vanguardia. El buque recientemente modernizado recibió el nombre de R/V Falkor, en honor al dragón de la suerte de La historia interminable. El R/V Falkor entró en pleno funcionamiento para uso científico en 2013, tras un año de pruebas en el mar. Desde entonces, el Falkor ha acogido a numerosos equipos e institutos científicos internacionales, apoyando con éxito la investigación oceanográfica. En el 2015, el R/V Falkor se convirtió en el primer buque de investigación oceanográfica con un sistema informático de alto rendimiento que amplía las capacidades de almacenamiento y procesamiento de datos.
En 2023 se completó la modernización de un buque multifunción de apoyo en alta mar para convertirlo en una instalación de investigación móvil de última generación de 110 m de largo denominada RV Falkor (too). Este cuenta con ocho laboratorios, tres conjuntos de ecosondas multihaz, siete sistemas de lanzamiento y recuperación sobre el costado para equipos científicos y una de las grúas más grandes en un buque de investigación.

## Expediciones y descubrimientos notables
La investigación del Instituto Oceanográfico Schmidt se centra en la exploración oceanográfica, el mapeo del fondo marino y la innovación en tecnología marina. Entre sus logros más notables se incluye el descubrimiento del pez vivo más profundo conocido del mundo, entre varias especies nuevas en la Fosa de las Marianas. En 2016, un vehículo aéreo no tripulado (UAV) con instrumentos científicos completó la primera misión exitosa de la historia lanzada desde un barco sin la ayuda de un sistema de lanzamiento.
En marzo de 2020, el ROV SuBastian grabó imágenes de un sifonóforo frente a la costa de Australia que probablemente sea el animal más largo de la Tierra. Las expediciones a bordo del R/V Falkor han más que duplicado el número de sitios conocidos de respiraderos hidrotermales en la región del trasarco de las Marianas y han descubierto un campo de lava submarino recientemente erupcionado.
En 2020, la tecnología de mapeo del fondo marino del SOI a bordo del R/V Falkor descubrió el arrecife de coral con pico más grande de la Gran Barrera de Coral, que alcanza una altura de más de 1640 pies, el primero de su tipo descubierto en más de 120 años. En marzo de 2025, investigadores del Schmidt Ocean Institute, utilizando el ROV SuBastian, filmaron las primeras imágenes de un calamar colosal vivo. Se trataba de un calamar colosal juvenil de unos 30 cm de tamaño, filmado a unos 600 metros de profundidad cerca de las Islas Sandwich del Sur en el océano Atlántico.
En 2021, los investigadores del British Antarctic Survey (BAS) informaron por primera vez de signos de vida en el fondo debajo de la plataforma de hielo Filchner-Ronne en el sur del Mar de Weddell. La expedición en R/V Falkor (too) fue la primera en utilizar un ROV para explorar paisajes amplios que contienen abundante vida en este entorno remoto. El fondo marino antártico recientemente expuesto también permitió al equipo internacional, con científicos de Portugal, Reino Unido, Chile, Alemania, Noruega, Nueva Zelanda y Estados Unidos, recopilar datos críticos sobre el comportamiento pasado de la capa de hielo antártica más grande.
Entre julio de 2025 el  RV Falkor (too) exploró el Cañón de Mar del Plata, ubicado a unos 300 km de la ciudad homónima en el Mar Argentino. En esta expedición, denominada Underwater Oases of Mar del Plata Canyon: Talud Continental IV, se utilizó el ROV SuBastian, hasta llegar a profundidades de 3000 m, y donde se recolectaron muestras biológicas del fondo del mar. En la misma participaron más de 30 investigadores argentinos miembros del Instituto de Biología de Organismos Marinos (IBIOMAR) de Puerto Madryn, el Museo Argentino de Ciencias Naturales de Buenos Aires (MACN–CONICET), y de otras instituciones de investigación y universidades nacionales de Ushuaia, Buenos Aires, La Plata, Córdoba y Mar del Plata.

## Vehículo operado a distanciaSuBastian(ROV)
SuBastian es un vehículo operado a distancia (ROV) capaz de sumergirse a 2,8 millas (4.500 metros) de profundidad. SuBastian se implementa desde Buque de investigación (R/V) Falkor  y está conectado al barco por un cable largo, o correa. Los pilotos en una sala de control a bordo de Falkor controlan (de forma remota) SuBastian. Este vehículo pertence al Instituto Oceánico Schmidt, que también lo opera.
ROV SuBastian está equipado con un conjunto de sensores e instrumentos científicos necesarios para explorar nuestro océano profundo. Las cámaras que capturan imágenes en estos dispositivos no son conocidas por el público general. Cuenta con un sistema de localización Insite Pacific Mini Zeus HD de 1080i; cuatro cámaras HD DSPL FlexLink HD Multi SeaCam; y una cámara científica SULIS Subsea Z70 con resolución 4K y un zoom 12X, sensor de 1" y resolución de 20MP. Iluminación LED DSPL SLS-6150 y dos luces LED suplementarias Newtsun de 500w. La conexión satelital en R/V Falkor permite el alcance de barco a tierra, llevando video en vivo  desde SuBastian en el fondo marino, hasta el barco y hacia Internet.
Otros sensores estándar en el vehículo incluyen sensores de profundidad de oxígeno y presión y un sensor de profundidad de temperatura de conductividad (CTD). SuBastian también está diseñado para acomodar herramientas científicas adicionales según sea necesario para lograr una misión en particular. Dos brazos manipuladores en el ROV permiten a los pilotos recoger muestras biológicas y geológicas, lo que permite futuros análisis y comprensión de los entornos oceánicos.